# Füles trogon
A füles trogon (Euptilotis neoxenus) a madarak osztályába a trogonalakúak (Trogoniformes) rendjébe és a trogonfélék (Trogonidae) családjába  tartozó Euptilotis nem egyetlen faja.

## Rendszerezése
A fajt John Gould angol ornitológus írta le 1838-ben, a Trogon nembe Trogon neoxenus néven

## Előfordulása
Az Amerikai Egyesült Államok déli részén és Mexikó területén honos. Természetes élőhelyei a szubtrópusi vagy trópusi hegyi esőerdők, száraz erdők, valamint másodlagos erdők. Állandó, nem vonuló faj.

## Megjelenése
Testhossza 36 centiméter, testtömege 103-127 gramm.

## Életmódja
Rovarokkal és gyümölcsökkel táplálkozik.

## Természetvédelmi helyzete
Az elterjedési területe rendkívül nagy, egyedszáma pedig stabil. A Természetvédelmi Világszövetség Vörös listáján nem fenyegetett fajként szerepel.